# Піщане (селище)
Піща́не — селище в Україні, у Куп'янському районі Харківської області. Входить до складу Курилівської сільської громади. Населення становить 238 осіб.

## Географія
Селище Піщане розташоване на місці впадінні річки Лозоватка та Піщаної, нижче за течією на відстані 2 км розташоване село Курилівка. Поруч проходить автомобільна дорога Н26. Через селище проходить залізниця, станція Піщане.

## Історія
1890 — дата заснування.
Під час організованого радянською владою Голодомору 1932—1933 років померло щонайменше 159 жителів села.
До 2020 року було у складі Курилівської сільської ради.
19 липня 2020 року, в результаті адміністративно - територіальної реформи та ліквідації колишнього Куп'янського району (1923— 2020), село увійшло до складу новоутвореного Куп'янського району Харківської області. 

## Населення

### Мова
Розподіл населення за рідною мовою за даними перепису 2001 року:
| Мова       | Кількість | Відсоток |
| ---------- | --------- | -------- |
| українська | 206       | 86.56%   |
| російська  | 31        | 13.03%   |
| вірменська | 1         | 0.41%    |
| Усього     | 231       | 100%     |

## Економіка
- Свинотоварна ферма.

## Об'єкти соціальної сфери
- Будинок культури.